# David Deroo
David Deroo (Roubaix, 11 maart 1985) is een voormalig Frans wielrenner.

## Belangrijkste overwinningen
2006
- 6e etappe Ronde van Bretagne

2010
- Eindklassement Coupe Frédéric Jalton
- 1e etappe Coupe Frédéric Jalton
- 3e etappe Coupe Frédéric Jalton

## Grote rondes
Geen

## Ploegen
- 2006 - Skil-Shimano (Stagiair vanaf 01-08)
- 2007 - Skil-Shimano
- 2008 - Skil-Shimano
- 2009 - Skil-Shimano
- 2010 - Skil-Shimano